# منشأة كاسب
قرية منشأة كاسب هي إحدى القرى التابعة لمركز البدرشين في محافظة الجيزة في جمهورية مصر العربية. حسب إحصاءات سنة 2006، بلغ إجمالي السكان في منشأة كاسب 2573 نسمة، منهم 1315 رجل و1258 امرأة.